# Сирикит
Сирикит (тайск. สมเด็จพระนางเจ้าสิริกิติ์ พระบรมราชินีนาถ) (Момрачавонгсе Сирикит Китиякара; род. 12 августа 1932) — бывшая королева-консорт Таиланда, королева-мать. Вдова короля Пхумипона Адульядета (Рамы IX).
Полный титул королевы звучит так: Сомде́т Пхра Нангча́о Пхра Бороммарачинина́т Сирикит.

## Биография
Родилась 12 августа 1932 года в семье принца Накхатры Мангала и его жены Луанг Буа Китиякары.

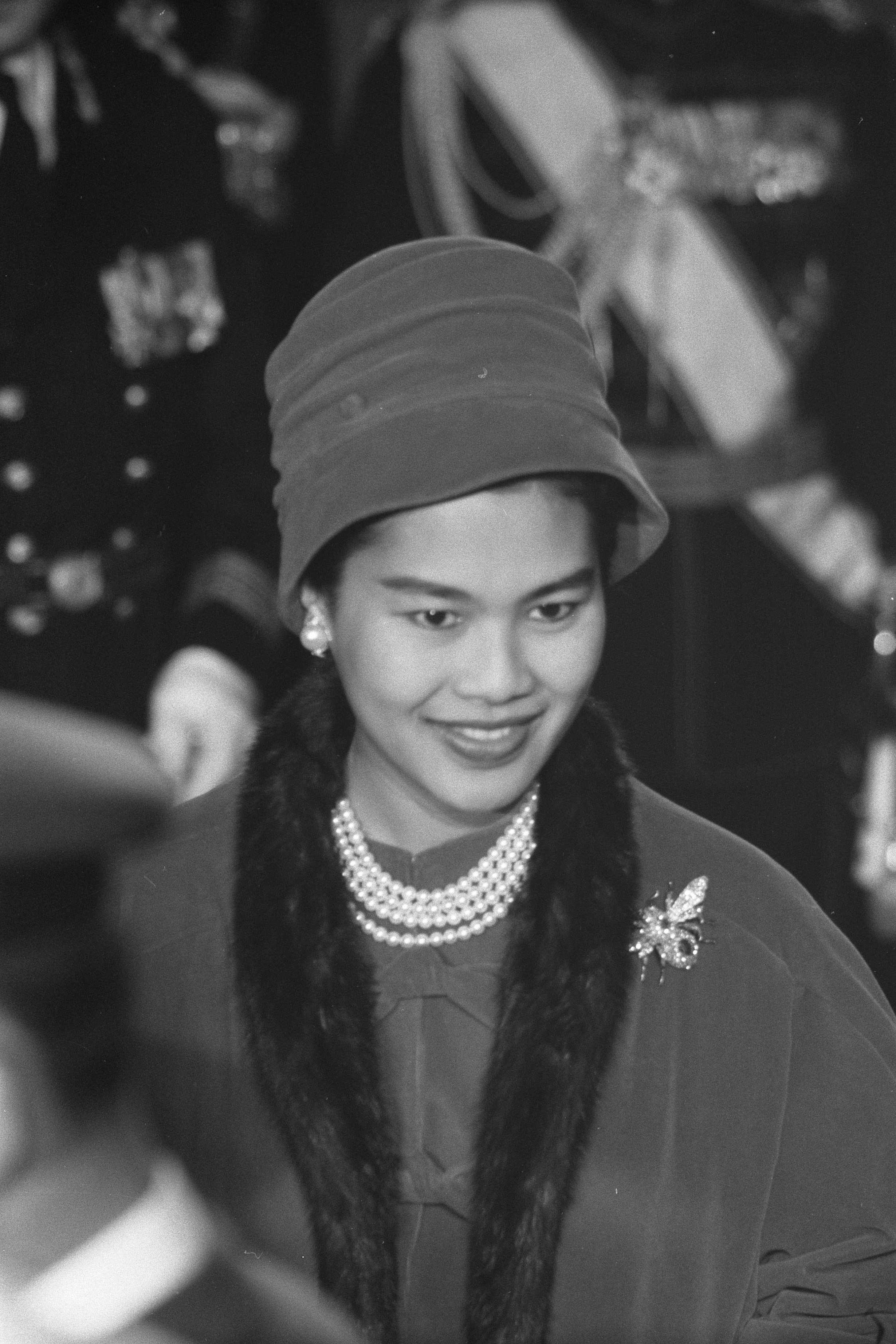
Королева Сирикит в 1960 году

Посещала детский сад в Раджини, но впоследствии перешла в школу монастыря Святого Франциска Ксаверия в районе Самсен в Бангкоке. Позже её отец стал тайским посланником во Франции, затем в Дании, послом в Великобритании. Дочь сопровождала его и продолжала своё общее образование в трёх странах и, наконец, в Швейцарии.
В Париже познакомилась со своим будущим мужем. 19 июля 1949 года состоялась их помолвка, а 28 апреля 1950 — свадьба.
13 октября 2016 года умер её муж после 70-летнего правления, её сын — Маха Вачиралонгкорн, в возрасте 64 лет стал новым королём страны под именем Рамы Х, а она стала вдовствующей королевой и королевой-матерью.

## Брак и дети
Была замужем за королём Рамой IX. В браке родились сын и 3 дочери:
- принцесса Уболратана Раджаканья (род. 5 апреля 1951);
- принц Маха Вачиралонгкорн (род. 28 июля 1952 года), король Таиланда Рама X с 13 октября 2016 года;
- принцесса Маха Чакри Сириндхорн (род. 2 апреля 1955);
- принцесса Чулабхорн Валайлак (род. 4 июля 1957).

## Интересный факт
С 1976 года день её рождения 12 августа считается национальным праздником в стране. 

## Награды

### Награды Таиланда
| Страна  | Дата   | Награда                                       | Награда                                       | Литеры  |
| ------- | ------ | --------------------------------------------- | --------------------------------------------- | ------- |
| Таиланд | 1949 — | Дама ордена Королевского дома Чакри           | Дама ордена Королевского дома Чакри           | ม.จ.ก.  |
| Таиланд | 1949 — | Дама ордена Девяти камней                     | Дама ордена Девяти камней                     | น.ร.    |
| Таиланд | 1949 — | Дама Большого креста ордена Чула Чом Клао     | Дама Большого креста ордена Чула Чом Клао     | ป.จ.    |
| Таиланд | 1950   | Медаль Почёта Красного креста                 | Медаль Почёта Красного креста                 |         |
| Таиланд | 1952   | Медаль Раттанапорна Рамы IX 1 класса          | Медаль Раттанапорна Рамы IX 1 класса          | ภ.ป.ร.1 |
| Таиланд | 1954 — | Медаль пограничной службы                     | Медаль пограничной службы                     | ช.ด.    |
| Таиланд | 1963 — | Дама Большой ленты ордена Белого слона        | Дама Большой ленты ордена Белого слона        | ม.ป.ช.  |
| Таиланд | 1963 — | Дама Большой ленты ордена Короны Таиланда     | Дама Большой ленты ордена Короны Таиланда     | ม.ว.ม.  |
| Таиланд | 1969   | Медаль «За защиту свободных граждан» 1 класса | Медаль «За защиту свободных граждан» 1 класса | ส.ช.    |
| Таиланд | 1980   | Королевская медаль Руджи Рамы IX              | Королевская медаль Руджи Рамы IX              | ร.จ.ท.9 |
| Таиланд | 1988 — | Дама ордена Валлабхабхорн                     | Дама ордена Валлабхабхорн                     |         |
| Таиланд | 1992   | Медаль Душди Мала                             | Медаль Душди Мала                             | ร.ด.ม.  |
| Таиланд | 1994 — | Дама ордена Дирекгунабхорна                   | Дама ордена Дирекгунабхорна                   | ป.ภ.    |
| Таиланд | 2019   | Медаль Раттанапорна Рамы X 1 класса           | Медаль Раттанапорна Рамы X 1 класса           | ว.ป.ร.๑ |

### Награды других стран
| Страна               | Дата вручения | Награда                                                                                              | Награда                                                                                              | Литеры  |
| -------------------- | ------------- | --- | --- | ------- |
| Германия             | 1960 —        | Дама Большого креста специального класса ордена «За заслуги перед Федеративной Республикой Германия» | Дама Большого креста специального класса ордена «За заслуги перед Федеративной Республикой Германия» |         |
| Португалия           | 1960 —        | Дама Большого креста ордена Святого Иакова и меча                                                    | Дама Большого креста ордена Святого Иакова и меча                                                    | GCSE    |
| Дания                | 1960 —        | Дама ордена Слона                                                                                    | Дама ордена Слона                                                                                    | R.E.    |
| Норвегия             | 1960 —        | Дама Большого креста ордена Святого Олафа                                                            | Дама Большого креста ордена Святого Олафа                                                            |         |
| Швеция               | 1960 —        | Дама ордена Серафимов                                                                                | Дама ордена Серафимов                                                                                | LSerafO |
| Италия               | 1960 —        | Дама Большого креста декорированного лентой ордена «За заслуги перед Итальянской Республикой»        | Дама Большого креста декорированного лентой ордена «За заслуги перед Итальянской Республикой»        |         |
| Бельгия              | 1960 —        | Дама Большого креста ордена Леопольда I                                                              | Дама Большого креста ордена Леопольда I                                                              |         |
| Испания              | 1960 —        | Дама Большого креста ордена Изабеллы Католической                                                    | Дама Большого креста ордена Изабеллы Католической                                                    |         |
| Индонезия            | 1961 —        | Дама ордена Звезды Махапутра 1 класса                                                                | Дама ордена Звезды Махапутра 1 класса                                                                |         |
| Малайзия             | 1962 —        | Дама цепи ордена Короны Королевства                                                                  | Дама цепи ордена Короны Королевства                                                                  | DMN     |
| Люксембург           | 1963 —        | Дама ордена Золотого льва Нассау                                                                     | Дама ордена Золотого льва Нассау                                                                     |         |
| Нидерланды           | 1963 —        | Дама Большого креста ордена Нидерландского льва                                                      | Дама Большого креста ордена Нидерландского льва                                                      |         |
| Япония               | 1963 —        | Дама ордена Драгоценной короны 1 класса                                                              | Дама ордена Драгоценной короны 1 класса                                                              |         |
| Китайская Республика | 1963—         | Дама Большой ленты специального класса ордена Благожелательных облаков                               | Дама Большой ленты специального класса ордена Благожелательных облаков                               |         |
| Филиппины            | 1963 —        | Дама Большой цепи филиппинского ордена Золотого сердца                                               | Дама Большой цепи филиппинского ордена Золотого сердца                                               |         |
| Филиппины            | 1968—         | Дама ордена Габриэлы Силанг                                                                          | Дама ордена Габриэлы Силанг                                                                          |         |
| Греция               | 1963 —        | Дама Большого креста ордена Добродетели                                                              | Дама Большого креста ордена Добродетели                                                              |         |
| Лаос                 | 1963 —        | Дама Большой ленты ордена Миллиона слонов и белого зонтика                                           | Дама Большой ленты ордена Миллиона слонов и белого зонтика                                           |         |
| Австрия              | 1964 —        | Большая звезда Почёта «За заслуги перед Австрийской Республикой»                                     | Большая звезда Почёта «За заслуги перед Австрийской Республикой»                                     |         |
| Иран                 | 1965 —        | Дама ордена Плеяд 1 класса                                                                           | Дама ордена Плеяд 1 класса                                                                           |         |
| Эфиопия              | 1965 —        | Дама цепи ордена царицы Шебы                                                                         | Дама цепи ордена царицы Шебы                                                                         | GCQS    |
| Непал                | 1986 —        | Дама цепи ордена Чести                                                                               | Дама цепи ордена Чести                                                                               |         |
| Испания              | 1987 —        | Дама Большого креста ордена Карлоса III                                                              | Дама Большого креста ордена Карлоса III                                                              |         |
| Бруней               | 1988 —        | Дама Королевского ордена семьи Брунея 1 класса                                                       | Дама Королевского ордена семьи Брунея 1 класса                                                       | DK      |
| Лаос                 | 1992 —        | Кавалеры ордена Пхошан Лансанг                                                                       | Кавалеры ордена Пхошан Лансанг                                                                       |         |
| Селангор             | 1999 —        | Дама Королевского семейного ордена Селангор 1 класса                                                 | Дама Королевского семейного ордена Селангор 1 класса                                                 |         |
| Румыния              | 1999 —        | Дама Большого креста ордена Звезды Румынии                                                           | Дама Большого креста ордена Звезды Румынии                                                           |         |
| Тренггану            | 2009—         | Дама Королевского семейного ордена Тренггану                                                         | Дама Королевского семейного ордена Тренггану                                                         |         |